# Bacino euroasiatico

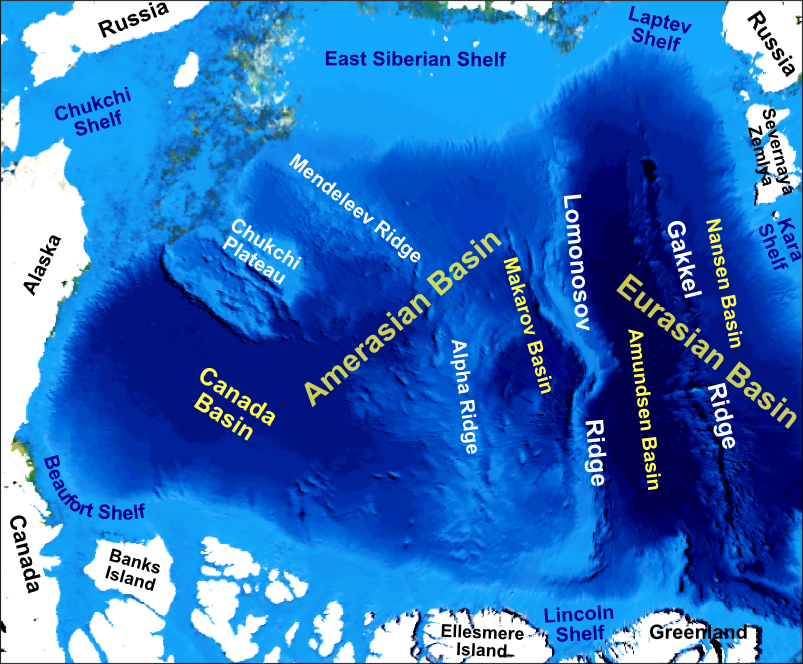
Profilo batimetrico del Mar Glaciale Artico

Il bacino euroasiatico è uno dei due maggiori bacini nei quali il bacino artico del Mar Glaciale Artico è suddiviso dalla dorsale di Lomonosov; il secondo è il bacino amerasiatico. 
Il bacino euroasiatico può essere considerato un'estensione del bacino del nord Atlantico attraverso lo stretto di Fram. A sua volta viene ulteriormente suddiviso da una dorsale oceanica, la dorsale di Gakkel, nel bacino di Nansen e nel bacino di Amundsen. Quest'ultimo bacino è il più profondo del Mar Glaciale Artico ed è qui che si trova il Polo nord geografico. La massima profondità è raggiunta nell'abisso Litke, a -5449 m.
Il bacino euroasiatico è delimitato a sud dalla Groenlandia e dall'arcipelago delle Isole Svalbard, dalla dorsale di Lomonosov e dalle piattaforme continentali del Mare di Laptev, del Mare di Kara e del Mare di Barents.
Si ritiene che il bacino risalga al Cenozoico e si sia originato circa 63 milioni di anni fa in seguito all'espansione del fondale oceanico.